# 堂ヶ島天窓洞

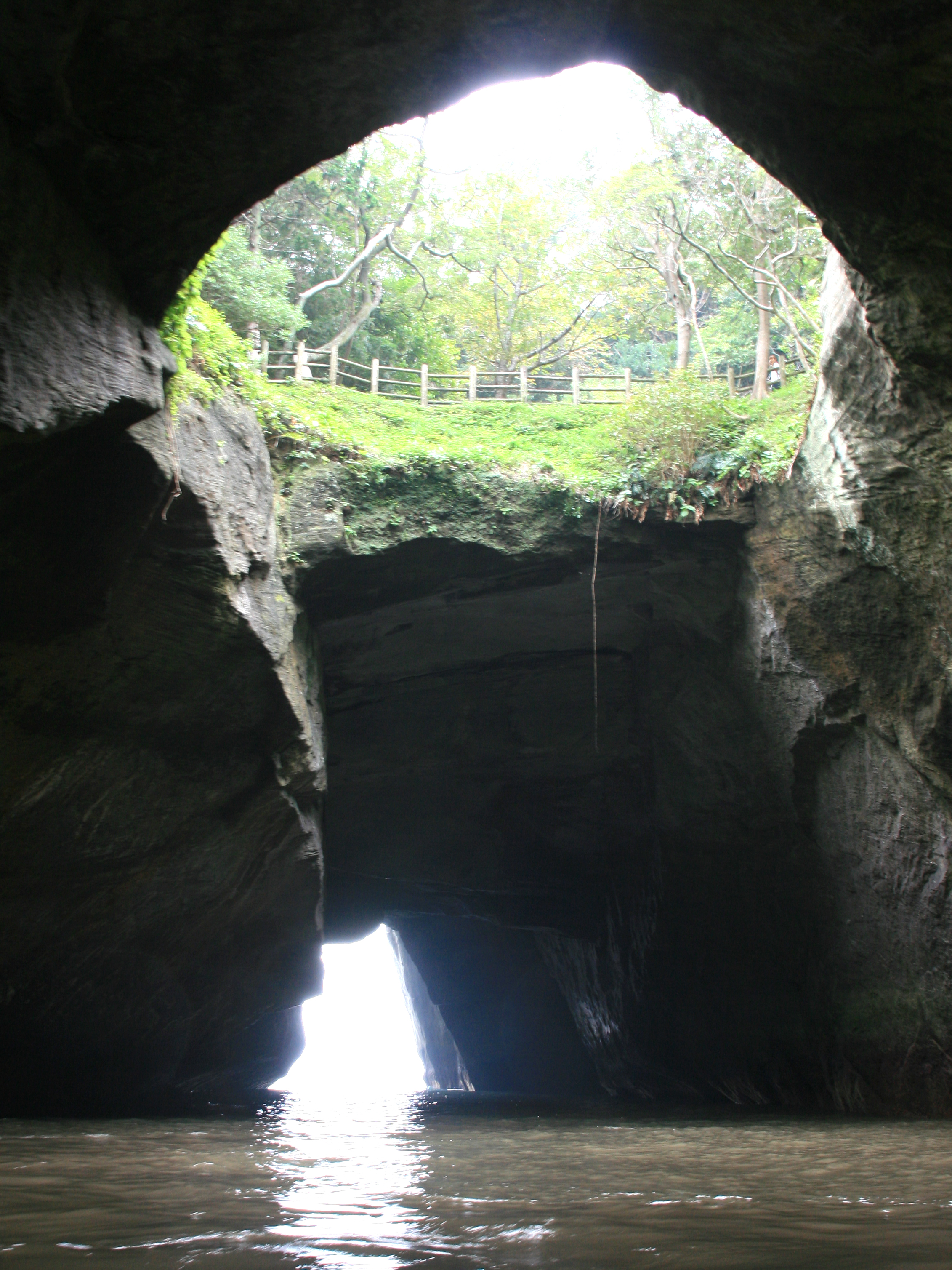
堂ヶ島天窓洞

堂ヶ島天窓洞（どうがしまてんそうどう）は、静岡県賀茂郡西伊豆町仁科にある、国の天然記念物に指定された海蝕洞である。
洞窟内部中央付近の天井に、複数回の陥没や崩落によってできた直径10数メートルの穴が開いて抜け落ちており、洞内へ入る遊覧船に乗船して見上げると、ちょうど屋根に天窓を開けたようになっているため天窓洞の名で呼ばれている。天窓洞のある堂ヶ島地区は駿河湾に面した伊豆半島西岸のほぼ中央に位置し、天窓洞を含む海岸の一帯は指定名称伊豆西南海岸として国の名勝にも指定されている。
古くから西伊豆海岸の景勝地として知られており、「堂ヶ島天窓洞」の名称で1935年（昭和10年）8月27日に国の天然記念物に指定された。また、2011年（平成23年）に制定された伊豆半島ジオパークのリストのひとつにも登録された。

## 解説
堂ヶ島天窓洞のある西伊豆町堂ヶ島一帯の地質は、新第三紀中新世の白浜層と呼ばれる新第三紀中新世にできた、石英安山岩質の凝灰岩（白色砂質凝灰岩）で構成されている。この凝灰岩は波の浸食を受けやすい岩質であるため、周辺一帯には数多くの海蝕洞がつくられ、小さな入り江やトンボロ現象で知られる陸繋砂州の三四郎島など複雑な地形が形成されている。
堂ヶ島天窓洞も凝灰岩が海蝕によって浸食され生じたものであるが、3か所の入り口（洞口）をもつ複雑な構造をしており、これらの洞窟が内部でつながっているため総延長は395メートル、総面積は9,800平方メートルに達する。3か所ある入り口のうち、2か所（南口・西口）は海側に向かって、1か所（東口）は山側に向かって開口しており、これらが内部で2つの横穴により連結して満々と水をたたえ、全体的には「井」の字の形をした海蝕洞になっている。

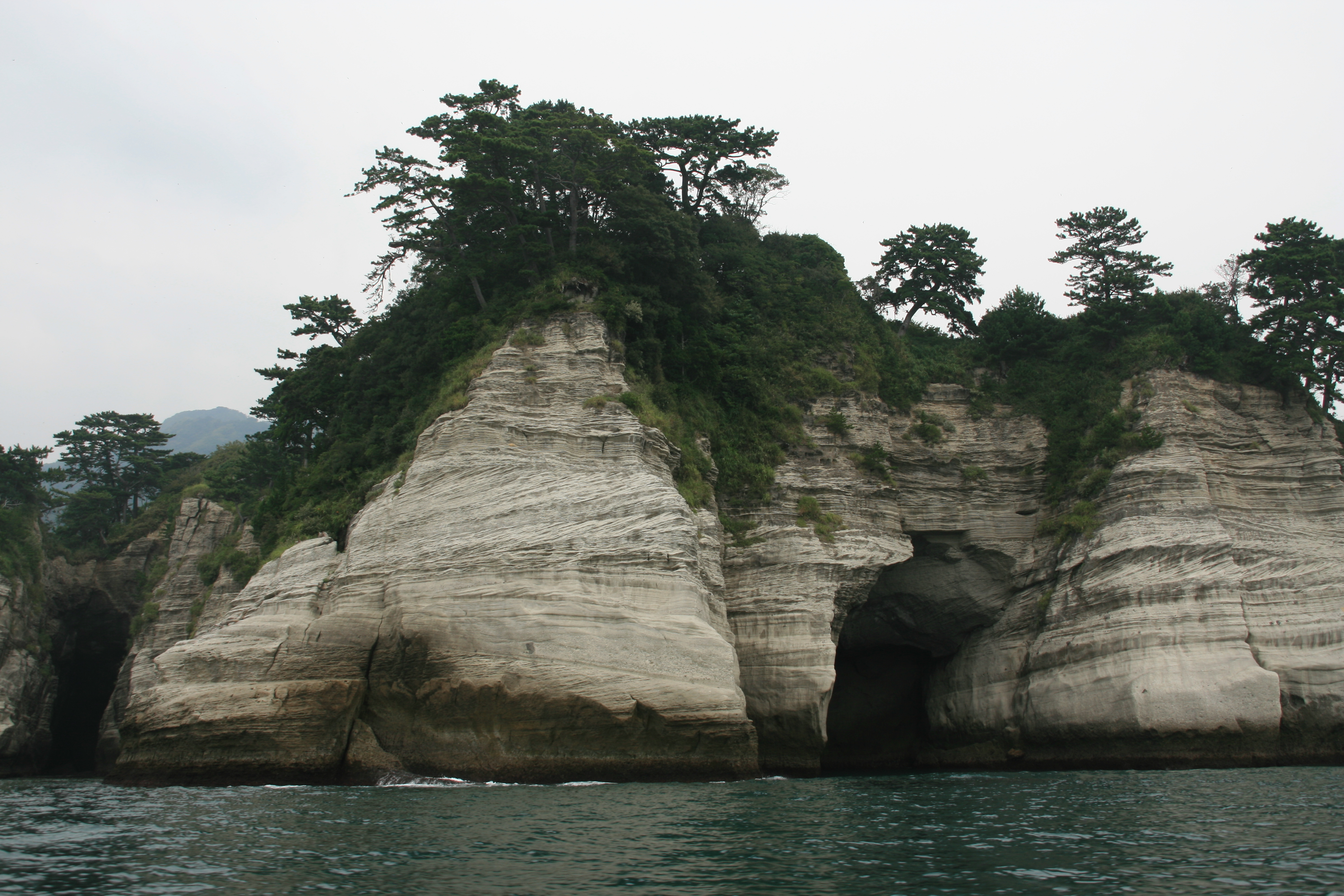
天窓洞の南口（中央やや右寄り）と西口（左端に見える縦長の洞口）。

海側（駿河湾側）から見て右側の入り口は南口と呼ばれ、ここから続く洞窟内部は波が穏やかな時は遊覧船が進入できるほど広い。南口から東口の中間付近の天井部に名称の由来となった天窓が開いており、上方と東口から差し込む光で洞内のエメラルドグリーンの水面や壁面が揺らめいて神秘的な光景を見せる。
天窓と呼ばれる陥没穴は縦横18×13メートルのほぼ楕円形をしており、周囲は48.7メートルである。
地上部には天窓を囲むように遊歩道が設置されており洞窟内部を上から覗き込むことができ、波の穏やかな日には洞内を行き交う遊覧船を見ることができる。
1935年（昭和10年）の国の天然記念物の指定に先立ち、1933年（昭和8年）の8月に調査・実測されたデータによると、
- 南口の水深は満潮時で8.5メートル、水底から天井までの高さは24メートル、幅は中間潮位時で16メートル。
- 西口の水深は満潮時で5メートル、水底から天井までの高さは14メートル、幅は中間潮位時で22メートル。
- 東口の水深は満潮時で3メートル、水底から天井までの高さは7.5メートル、幅は中間潮位時で20.5メートル。

洞内で最も幅が広いのは天窓付近で中間潮位時で29メートルである。洞窟内部の水深はおおむね5メートルから3メートルであった。

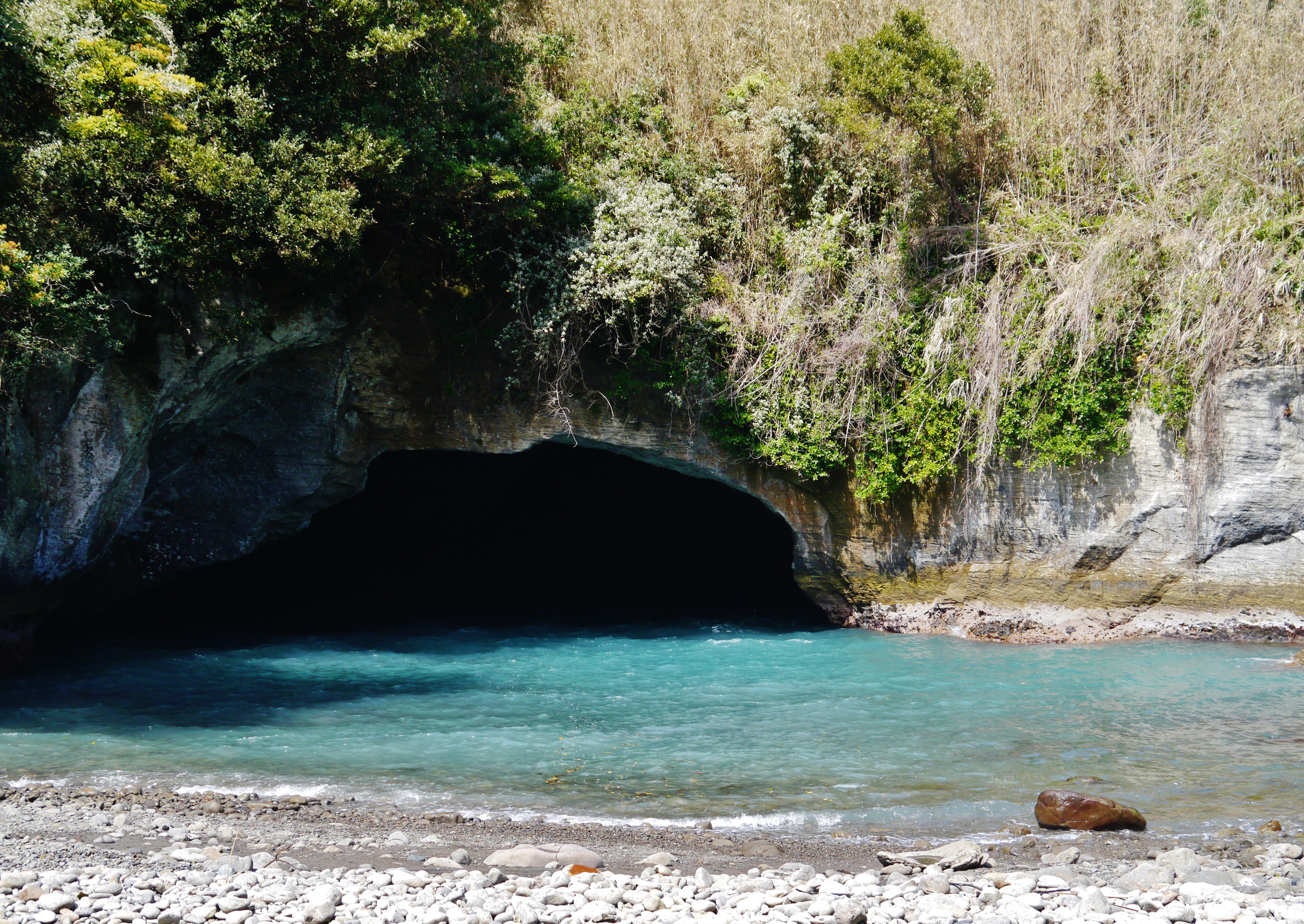
天窓洞の東口。山側に向かって開口しており、洞窟内の海水を介して波が打ち寄せ、小さな浜が形成されている。

| 堂ヶ島天窓洞実測平面図・昭和8年8月実測/縮尺1,200分の1 |  | 堂ヶ島天窓洞実測横断面図・昭和8年8月実測/縮尺200分の1 |
| 堂ヶ島天窓洞実測平面図・昭和8年8月実測/縮尺1,200分の1 |  | 堂ヶ島天窓洞実測横断面図・昭和8年8月実測/縮尺200分の1 |

## 頼朝伝説

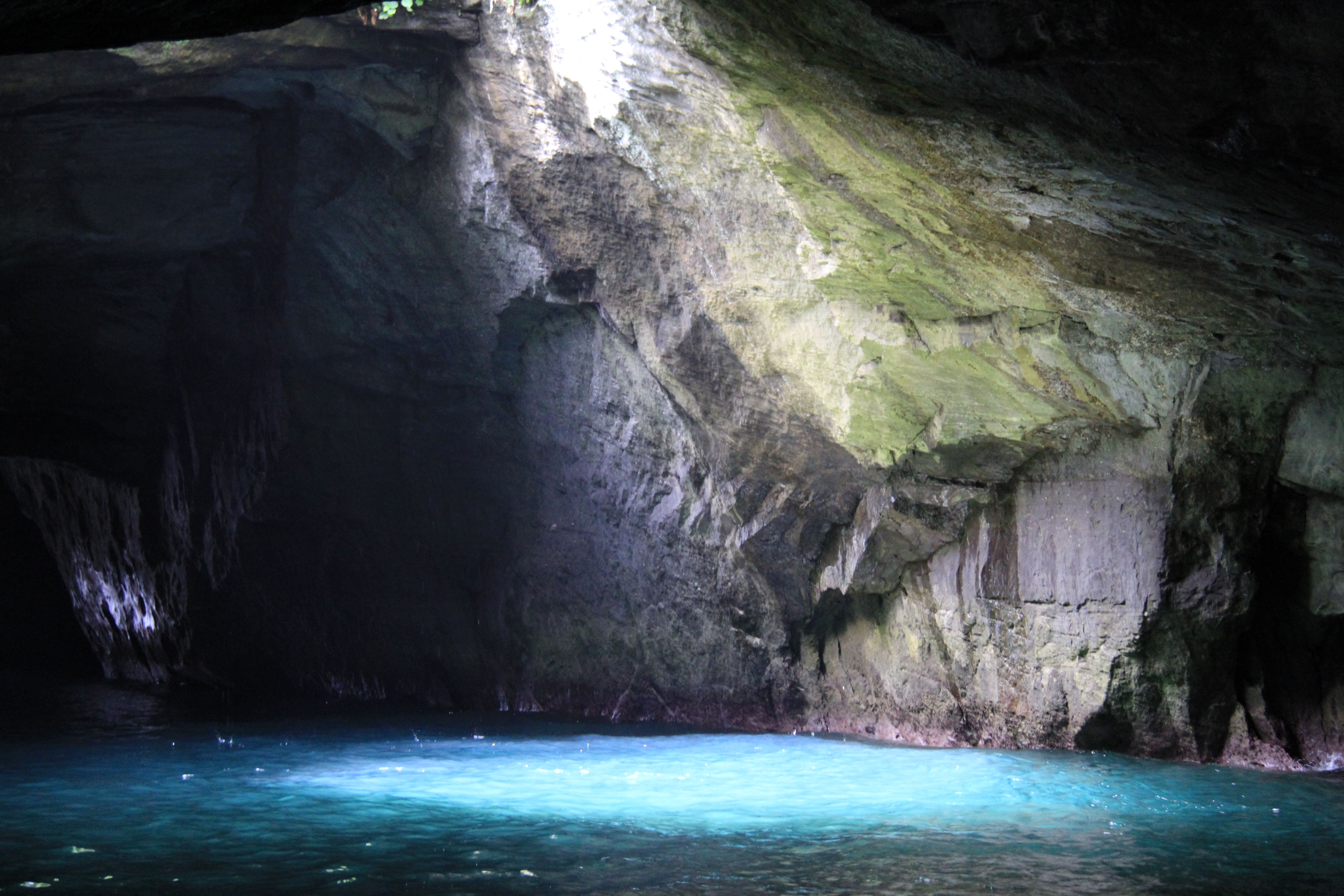
光の差し込む天窓洞。

西口から入った洞内は幅が狭く光も差し込まないために内部は暗く、洞口から東口に抜ける中間地点付近には、北東方向へ向かう「頼朝穴」または「鎌倉穴」と呼ばれる支洞がある。
言い伝えによればこの支洞は鎌倉まで通じていると言われ、その昔、追手に追われた源頼朝がこの洞窟に隠れた際、この様子を見ていた蜘蛛が洞窟の入り口に蜘蛛の巣を張ったため、追手の目をくらませることができ、頼朝は難を逃れたという。また、鎌倉宛の密書をしたためた頼朝は、この真っ暗な支洞の奥へ密書を投げ入れたと伝えられている。
この支洞は前述した昭和10年の天然記念物調査報告書でも、「此穴は眞暗にして未だ奥を極めたるものなく」と記されていたが、1984年（昭和59年）4月に静岡大学探検隊が調査を行った結果、支洞入口より39メートルの地点で行き止まりになっていることが判明した。

## 与謝野鉄幹・晶子の歌碑
天窓洞の東側を南北に走る国道136号沿いには、天窓洞を題材にした与謝野鉄幹・晶子夫妻の歌碑がある。

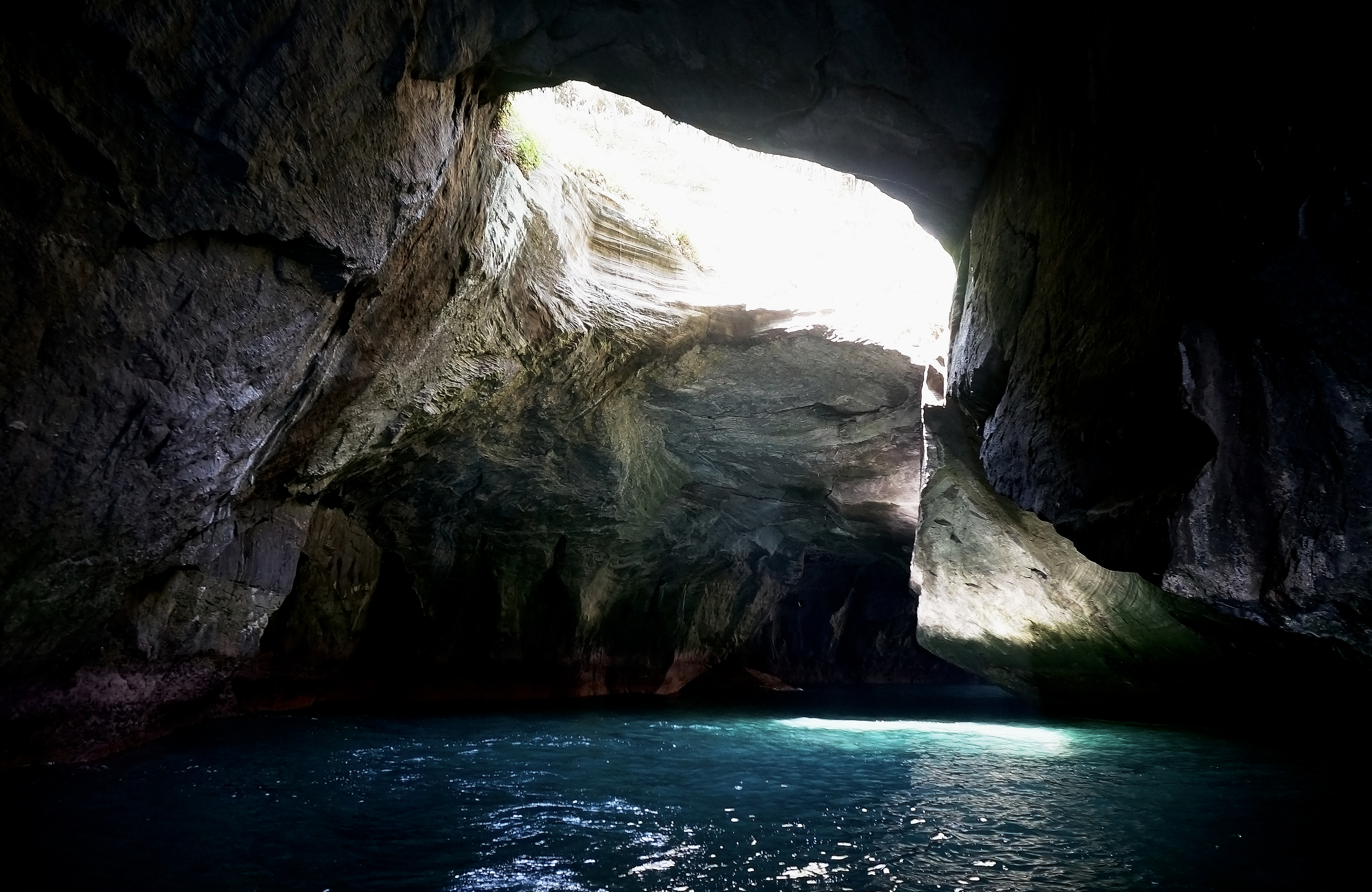
光の差し込む天窓洞。

この歌は1935年（昭和10年）2月23日から3月3日にかけ、鉄幹・晶子夫婦が伊豆半島を周遊し、天窓洞を訪れた際に詠んだもので、雑誌『冬柏』で発表されたが、鉄幹は伊豆から東京へ戻って1か月も経たない3月26日に病没しため、2人にとって最後の旅となった。
2つの歌碑は1枚の石碑に刻まれ、天窓洞の東口を見下ろす伊豆七不思議のひとつ堂ヶ島のゆるぎ橋跡地に隣接した、西伊豆観光協会事務所の隣に設置されている。

## 交通アクセス
所在地
- 静岡県賀茂郡西伊豆町仁科字堂ヶ島[14]。

交通
- 伊豆箱根鉄道駿豆線修善寺駅から東海バス松崎行き約70分[15]。
- 伊豆急行伊豆急行線伊豆急下田駅から東海バス堂ヶ島行き約60分[15]。
  - 堂ヶ島バス停下車。徒歩1分[8]。